# Dorothy Donaldson Buchanan
Pour les articles homonymes, voir Donaldson et Buchanan.
Dorothy Donaldson Buchanan, mariée sous le nom de Fleming, née le 8 octobre 1899 à Langholm (Dumfriesshire) et morte le 13 juin 1985 dans le Somerset, était une ingénieure civile écossaise et la première femme membre de l'Institution of Civil Engineers à réussir l'examen d'admission en 1927,.

## Biographie

### Enfance et formation
Dorothy Buchanan est née à Langholm et est la plus jeune des cinq enfants du révérend James Donaldson Buchanan et de Marion Vassie. Elle fait ses études à la Langholm Academy de Langholm, une ville où Thomas Telford avait travaillé comme maçon avant de devenir un éminent ingénieur civil ; cela a peut-être incité Dorothy Buchanan à choisir d'étudier pour obtenir un diplôme en génie civil à l'Université d'Édimbourg à partir de 1918. À l'université, elle étudie avec Charles Glover Barkla, qui reçoit un prix Nobel de physique en 1917. A la même période, la première femme écossaise, Elizabeth Georgeson, obtenait un diplôme d'ingénieur. Dorothy Buchanan est inscrite au recensement de 1921, étudie l'ngénierie à temps partiel. Elle devient membre de la Women's Engineering Society pendant ses études universitaires. La maladie (les oreillons) retarde la fin de ses études et elle obtient son diplôme en 1923. Une autre maladie (pneumonie) l'amène à chercher un changement de climat en déménageant vers le sud de Londres après avoir obtenu son diplôme, afin de poursuivre sa formation professionnelle d'ingénieur civil.

### Carrière
Son premier succès pour attirer l'attention d'un employeur fut avec Sir Ralph Freeman, associé principal de Douglas, Fox & Partners. Freeman fournissait des conseils sur la conception de l'acier aux entrepreneurs Dorman Long. Après avoir embauché Dorothy Buchanan, Freeman lui permet d'être transférée à Dorman Long où elle fait partie de l'équipe de conception du Sydney Harbour Bridge, mais elle y reste sous la supervision de Freeman aux fins de son contrat de formation à partir d'avril 1924. Son salaire était de 4 £ par semaine plus les heures supplémentaires , le même que celui des « garçons ». Elle arrive au bureau de Dorman à Londres en même temps que Kathleen M. Butler, la cheffe de projet et secrétaire de l'ingénieur en chef du Sydney Harbour Bridge, John Bradfield, arrive avec trois ingénieurs pour installer les bureaux de la branche australienne de l'opération.
Elle travaille ensuite sur des ponts outre-mer (Dessouk et Khartoum). En raison de l'exigence de formation de l'Institution of Civil Engineers selon laquelle les ingénieurs concepteurs ont également une expérience du site, Dorothy Buchanan quitte Londres pour aller travailler sur le projet d'approvisionnement en eau de Belfast dans le cadre du projet Silent Valley Reservoir en Irlande du Nord. En Irlande du Nord, sa supervision de formation est assurée par Sir Ernest Moir, directeur de S. Pearson and Son  (et mari de Margaret, Lady Moir, cofondatrice de la Women's Engineering Society). Dorothy Buchanan est réputée pour avoir évité d'avoir à avoir un chaperon en partant simplement et à plusieurs reprises au travail avant l'arrivée du chaperon. Après six mois de travail sur le projet de réservoir, Dorothy Buchanan avait suffisamment d'expérience pour remplir cette partie de ses obligations de qualification et a pu retourner à Dorman Long à Londres pour continuer avec son équipe de conception de pont, travaillant sur le pont George V (maintenant généralement appelé le Tyne Bridge) à Newcastle et le Lambeth Bridge à Londres. En 1929, elle donne une conférence sur les travaux nécessaires à la construction de « Quelques ponts modernes ».
Dorothée Buchanan poursuit sa qualification professionnelle auprès de l'Institution of Civil Engineers et a dû assister à un entretien au siège de l'ICE à One Great George Street, Londres (près de Parliament Square ) dans le cadre du processus d'examen. Dans une interview pour le magazine New Civil Engineer en 1978, elle raconte avoir été surprise de trouver une autre femme dans la salle d'attente, car elle savait qu'elle serait la première femme ingénieure à être reconnue par l'ICE si elle devait réussir l'entretien. L’autre femme dans la salle d’attente s’est avérée être une chaperonne amenée par souci de décence. Elle fut admise à l'ICE en décembre 1927, en tant que seule femme parmi les 9 979 hommes de l'institution, , . Elle déclare plus tard : « J'avais le sentiment de représenter toutes les femmes du monde. J'espérais que je serais suivi par beaucoup d'autres » ( New Civil Engineer, 6 juillet 1978, p. 15-16).
Lors de son mariage en 1930 avec William H. Dalrymple Fleming, ingénieur électricien, elle prend sa retraite de l'ingénierie. Sous le nom de Dorothy Fleming, elle s'intéresse à l'escalade et à la peinture. Elle est décédée en 1985, à l'âge de 85 ans. En février 2019, pour célébrer la première femme membre de l'institution, l'ICE a donné son nom à une pièce de son siège (dans le même bâtiment où elle n'avait pas été autorisée à être interviewée sans la présence d'un accompagnateur).